# Stadtbibliothek Freiberg

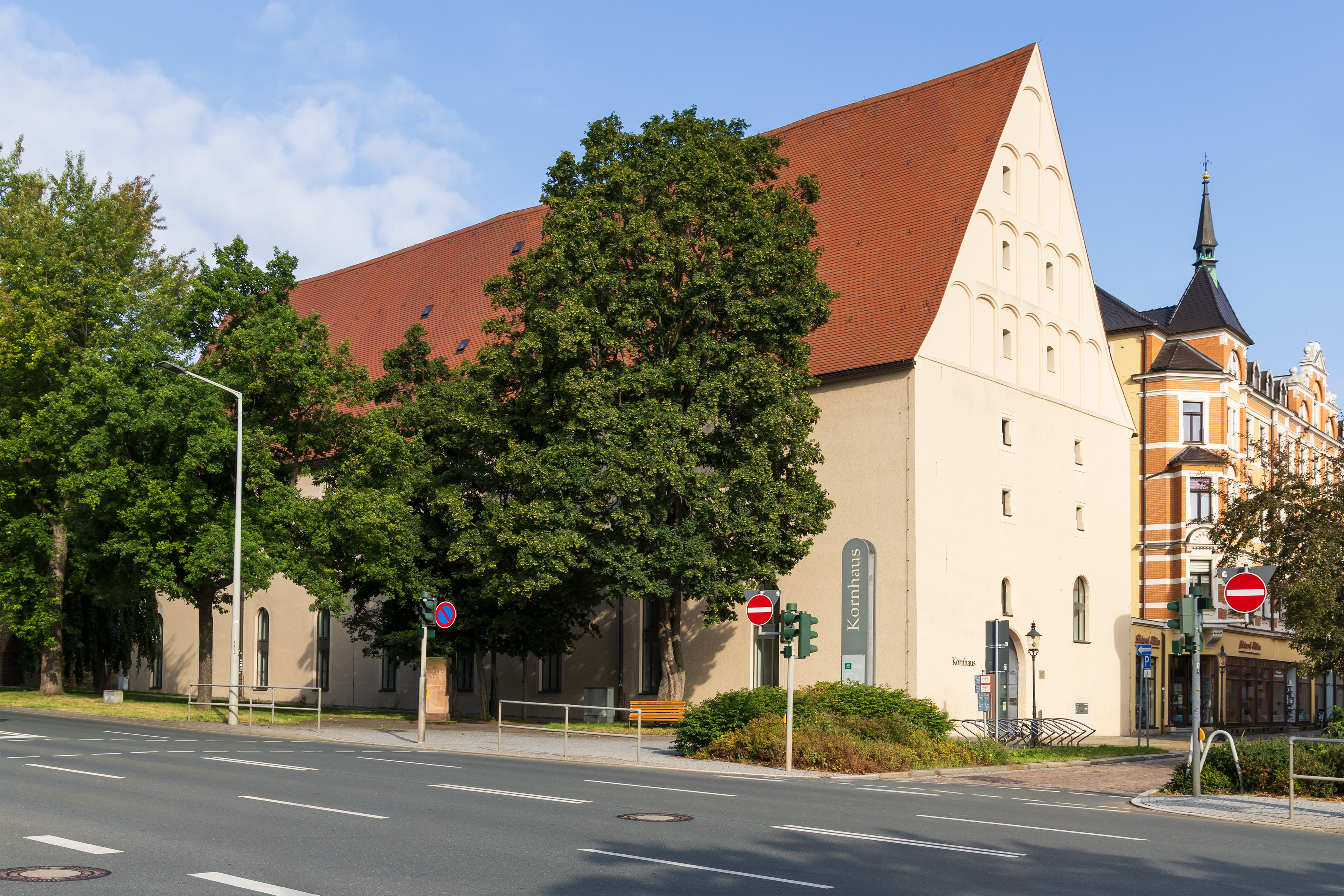
Das Kornhaus in der Korngasse

Die Stadtbibliothek Freiberg ist im 2015 aufwendig sanierten Kornhaus an der Korngasse in Freiberg i. Sa. untergebracht. Aktuell hat sie mehr 4.300 angemeldete Nutzer und im Durchschnitt 60.000 Besucher jährlich. Sie verfügt über zwei Abteilungen mit ca. 70.000 Medien: die Kinder- und Jugendbibliothek und die Bibliothek. Die Bibliothek für Erwachsene existiert seit 1876 und verwaltet etwa 40.800 Medien. Die Kinder- und Jugendbibliothek wurde 1952 gegründet und hat einen Bestand von ca. 27.200 Medien. Der Bibliotheksbestand enthält:
- Bücher
- DVDs und Blu-Rays
- CDs
- Kinderzeitschriften
- Videospiele für verschiedene Konsolen
- Graphic Novels, Mangas und Comics
- Gesellschaftsspiele
- Tiptoi Bücher und Spiele.

Außerdem verfügt die Kinderbibliothek über ein Maskottchen mit dem Namen „Booksy“.
Über Zweigstellen verfügt die Stadtbibliothek nicht direkt, allerdings beliefert sie mit dem System der Kreisergänzungsbibliotheken regelmäßigen Gemeindebibliotheken im Umland mit aktuellen Medien, darunter auch die Bibliotheken in den Freiberger Ortsteilen Zug und Kleinwaltersdorf.

## Geschichte

### Erste Anfänge durch privates Engagement (bis 1876)
Vor 1876 gab es bereits erste Versuche, eine gemeinnützige Bibliothek aufzubauen. So legte Daniel Gotthold Hübler, ein Lehrer und Ko-Rektor des Freiberger Gymnasiums, 1773 einen Entwurf für eine gemeinnützige Bibliothek in Freiberg vor. Diese Bibliothek sollte hauptsächlich dem Vergnügen und der Ergötzung der Leser dienen. Der Entwurf wurde jedoch abgelehnt. Ein weiteres Beispiel ist die Buchhandlung „Craz“, die zusätzlich zu der eigentlichen Buchhandlung noch drei Lesegesellschaften, einen Zeitschriftenzirkel und eine Leihbücherei unterhielt. In den 90er Jahren des 18. Jahrhunderts entwickelte sich dieses Konzept weiter, und aus den Lesegesellschaften und der Leihbibliothek entstand die fortschrittliche „Verleihbibliothek“. Am Ende des 18. Jahrhunderts entstanden noch mehr private Büchereien in Freiberg. Im 19. Jahrhundert bildeten dann auch viele Vereine Bibliotheken, darunter die Freimaurerloge, der Landwirtschaftliche Verein, der Wissenschaftliche Verein, der Bergmännische Verein und der Gewerbeverein. Diese Bibliotheken wurden meist zu Vereinszwecken genutzt und dienten ausschließlich der Bildung der Mitglieder. Bedeutende Vereinsbibliotheken waren die Bibliothek des Gewerbevereins und die des Freiberger Altertumsvereins. Karl Benjamin Preusker, ein Vorreiter der Kommunalbibliotheken in Sachsen, rief Mitte des 19. Jahrhunderts alle Kommunen zur Gründung einer Gemeindebibliothek auf. In Freiberg bestand zwar eine wissenschaftliche Ratsbibliothek, die zu einer öffentlichen Bibliothek ausgebaut werden hätte können, doch die Verwirklichung stieß bei den Ratsherren auf Widerstand und Desinteresse. Man ging davon aus, dass die privaten Leihbibliotheken den Ansprüchen der lesenden Bevölkerung genügten.

### Gründungszeit (1876 – 1932)
Erst 1876 entstand indirekt auf Initiative der Freiberger Freimaurerloge die erste öffentliche „Volksbibliothek“. Die Leitung der Bibliothek bestand damals aus, von der Logenkonferenz gewählten, Männern des öffentlichen Lebens der Stadt Freiberg. Daher unterstützte der Stadtrat dieses Vorhaben und stellte in der damaligen Knabenbürgerschule den benötigten Platz (1 Zimmer) zur Verfügung. Der Bestand der Bibliothek umfasste nach einem Jahr bereits ca. 1.000 Medien. Ein Vertrag zwischen der Freimaurerloge und der Stadt regelte damals die wichtigsten Fragen zum Betrieb der Bibliothek, wie z. B. die unentgeltliche Ausleihe der Bücher. 1892 wurde ein weiterer Vertrag zwischen der Freimaurerloge und der Stadt unterzeichnet, der die Übernahme der Bibliothek durch die Stadt Freiberg regelte. So wurde die Bibliothek erst 1892 zu einer echten Stadtbibliothek. Danach wechselte die Bibliothek mehrfach ihren Standort: 1906 in das ehemalige Kraft’sche Haus in der Waisenhausstraße, 1915 in das Obergeschoss des alten Petri-Diakonats am Petriplatz und 1920 in das 2. Obergeschoss des städtischen Kaufhauses. Im selben Jahr wurde die Bibliothek, auf Empfehlung des Stadtrates, von „Volksbibliothek“ in „Stadtbibliothek“ umbenannt. Diese Umbenennung diente lediglich dazu, äußerlich darauf hinzuweisen, dass die Bibliothek städtisch ist.

### NS-Zeit und Nachkriegsjahre (1933 – 1950)
Während der NS-Zeit und in den Jahren danach erfuhr der Bestand der Bibliothek einen großen Wandel. Zunächst wurden in den Jahren 1933/34 alle Werke jüdischer, pazifistischer und antifaschistischer Autoren als ungeeignet befunden und entfernt. In den Nachkriegsjahren des Zweiten Weltkriegs wurden erneut alle faschistischen und militärischen Bücher entfernt. Dennoch konnte die „Städtische Bücherei“ bereits am 15. Januar 1946 im Ratskeller der Stadt Freiberg wieder eröffnet werden.

### DDR-Zeit (1950 – 1989)
1952 wurde die Abteilung „Kinderbücherei“ eingerichtet. Mehrere Zweigbibliotheken in den verschiedenen Stadtteilen und Schulen Freibergs trugen zu einer guten Versorgung der Bürger mit Literatur bei. 1955 wurde die Kinderbibliothek dem „Haus der Jungen Pioniere“ übergeben und somit vorübergehend von der Städtischen Bücherei getrennt. 1972 wurde die Kinderbibliothek allerdings wieder in die städtische Verwaltung eingegliedert. 1955 wurde die städtische Bibliothek in den Rang einer Kreisbibliothek erhoben, wodurch sie die Leitbibliothek für alle 36 Gemeindebibliotheken des Landkreises wurde. Heute betreut die (immer noch Kreis-) Bibliothek 10 weitere Gemeindebibliotheken. 1959 wurde auch in der Freiberger Stadtbibliothek von einem Thekenleihsystem auf das Freihandleihsystem umgestellt. Das bedeutet, dass die Leser selbst am Regal auswählen können.

### Von der Wende bis zur Neuzeit (1989 – heute)
Nach der Wende 1989/90 wurden die Schulbibliotheken samt ihrer Bestände in die Verwaltung der Schulen überführt. Die Kreisbibliothek untersteht seit 1990 dem Landratsamt. Auf Grundlage eines Vertrages zwischen Bibliothek und Landratsamt ist die Stadtbibliothek bis heute auch gleichzeitig Kreisbibliothek. Mit dem Umzug in das historische, sanierte Freiberger Kornhaus im September 2015 kann die Bibliothek erstmals Medien für alle Nutzergruppen (Kinder und Erwachsene) in zentraler Lage, barrierefrei und unter einem Dach anbieten.

## Angebote

### 24-Stunden-Bibliotheken
- Onleihe Sächsischer Raum

Die „Onleihe Sächsischer Raum“ ist eine kostenlose Online-Bibliothek, über die man E-Books und sonstige digital verfügbare Medien auf sein Handy, Tablet, Computer oder E-Book-Reader herunterladen kann. Der Bestand der Online-Bibliothek umfasst aktuell ca. 25.000 Medien. Die einzige Voraussetzung für die Nutzung ist ein gültiger Benutzerausweis einer teilnehmenden Bibliothek, wie z. B. die Stadtbibliothek Freiberg.
- Das Online-Lernangebot von Brockhaus

In diesem Onlineangebot werden kostenlos Präventionskurse, Nachhilfekurse und die Brockhaus-Enzyklopädie zur Verfügung gestellt. Die einzige Voraussetzung für die Nutzung des Onlineangebots ist ein gültiger Benutzerausweis einer teilnehmenden Bibliothek, wie z. B. die Stadtbibliothek Freiberg.
- sonstige Dankebanken

Die Bibliothek stellt zusätzlich noch andere Datenbanken zur Verfügung. Dazu gehört die „Duden Basiswissen“, für deren Nutzung jedoch kein Benutzerausweis erforderlich ist.
Eine weitere Datenbank ist die bibliothekseigene OPAC-Datenbank, mit der man den Bibliotheksbestand der Stadtbibliothek durchsuchen kann.

### Ausstellungen
In der Bibliothek werden regelmäßig Ausstellungen organisiert, zumeist Kunst- oder Fotoausstellungen.

### Selbstverbuchung und Selbstrückgabe
Bei der Ausleihe aus der Kinderbibliothek im Dachgeschoss gibt es einen Selbstverbuchungsautomaten (RF-ID), über den man Bücher und sonstige Medien selbst, also ohne Mithilfe eines Mitarbeiters, ausleihen kann. Zu diesem Zweck wurde in jedes Buch ein Chip eingeklebt.
Bei der Rückgabe wird ebenfalls auf dieses System zurückgegriffen. Im 1. Obergeschoss gibt es ein Rückgaberegal, in das man die Bücher reinstellt. Der Computer erkennt dann die Bücher anhand des Chips und bucht sie selbständig vom Konto ab.
Sollte es einmal nicht möglich sein, die Bücher innerhalb der Öffnungszeiten zurückzugeben, kann man auf die Rückgabebox im Eingangsbereich im Erdgeschoss zurückgreifen. In diese kann man die Bücher einfach einwerfen, und ein Mitarbeiter wird sie am nächsten Tag herausholen und vom Konto abbuchen.

### Regionaler Leihverkehr
Sollte man ein Buch nicht im Bestand der Bibliothek finden, kann ein Mitarbeiter auf Wunsch das Buch von einer anderen Bibliothek über das regionale Leihnetzwerk des ÖVK gegen eine Gebühr bestellen.

### Bücherboten
Wenn man körperlich eingeschränkt ist oder das Haus aus anderen Gründen nicht verlassen kann, kann man sich Bücher und sonstige Medien der Stadtbibliothek von ehrenamtlichen Helfern vor die Haustür liefern lassen. Das Angebot wird in Zusammenarbeit mit dem „Freiberger Lichtpunktverein e.V.“ zur Verfügung gestellt.

### Veranstaltungen

#### Intern
Die Bibliothek organisiert regelmäßig Veranstaltungen für Erwachsene und Kinder. Zumeist handelt es sich um Bücherlesungen, z. B. von Maskottchen der Kinderbibliothek. Aber auch andere Angebote wie Bastelstunden und Spielenachmittage sind möglich. In vielen Fällen werden diese Veranstaltungen mit externen Partnern und dem Förderverein der Stadtbibliothek geplant.

#### Extern
Auf Wunsch kann die Bücherei Lesungen und andere literarische Veranstaltungen in Seniorenheimen, Schulen oder ähnlichen Einrichtungen organisieren.

## Förderverein
Der „Förderverein Stadtbibliothek Freiberg e.V.“, mit Sitz in der Korngasse 14, Freiberg, wurde im März 2015 gegründet und besitzt derzeit rund 40 Mitglieder. Der gemeinnützige Verein hat es sich zur Aufgabe gemacht, die Stadtbibliothek Freiberg zu unterstützen. Dabei verfolgt er folgende Ziele:
- Pflege von Kontakten zu Personen und Einrichtungen des öffentlichen Lebens
- Gewinnung von Fürsprechern, Unterstützern und Sponsoren für die Bibliothek
- Entwicklung der Popularität der Bibliothek durch Öffentlichkeitsarbeit in Medien und Veranstaltungen
- Unterstützung bei der Durchführung von kulturellen Veranstaltungen, speziellen Bibliotheksveranstaltungen und in der praktischen Bibliotheksarbeit
- Bereitstellung finanzieller Mittel aus Beiträgen und Spenden, insbesondere für Veranstaltungen und materielle Ausstattung